# Stazione di Meda
Stazione di Meda vasútállomás Olaszországban, Lombardia régióban, Meda településen.

## Vasútvonalak
Az állomást az alábbi vasútvonalak érintik:
- Milánó–Asso-vasútvonal

## Kapcsolódó állomások
A vasútállomáshoz az alábbi állomások vannak a legközelebb:
- Stazione di Seveso
- Stazione di Cabiate